# Tour de l'Avenir 2017
Le Tour de l'Avenir 2017 est la 54e édition du Tour de l'Avenir, une compétition cycliste sur route ouverte aux coureurs espoirs de moins de 23 ans. La course a lieu du 18 au 27 août 2017 entre Loudéac dans les Côtes-d'Armor et le col du Mollard à Albiez-Montrond en Savoie. Le Tour, qui comporte neuf étapes en ligne, est une manche de la Coupe des Nations espoirs.

## Présentation

### Parcours
Au programme de la 54e édition du Tour de l'Avenir, 3 étapes accidentées en Bretagne, 3 étapes de plaine entre les régions Pays de la Loire et Centre-Val de Loire, et 3 étapes de montagne en Auvergne-Rhône-Alpes avec une arrivée finale au col du Mollard.

### Équipes
Vingt-quatre équipes de six coureurs de 19 à 23 ans participent à cette course. Vingt-deux d'entre elles sont des sélections nationales, les deux autres sont des sélections régionales françaises : l'équipe de Bretagne et celle d'Auvergne-Rhône-Alpes.
| Équipes nationales (22)- Allemagne espoirs - Australie espoirs - Autriche espoirs - Biélorussie espoirs - Belgique espoirs - Colombie espoirs - Danemark espoirs - États-Unis espoirs - France espoirs - Grande-Bretagne espoirs - Irlande espoirs - Italie espoirs - Japon espoirs - Luxembourg espoirs - Maroc espoirs - Norvège espoirs - Pays-Bas espoirs - Pologne espoirs - Portugal espoirs - Tchéquie espoirs - Russie espoirs - Suisse espoirs Équipes amateurs (2)- Auvergne-Rhône-Alpes U23 - Bretagne espoirs |
| |

## Étapes
| Étape     | Date    | Villes étapes                         | type              | Distance (km) | Vainqueur d'étape    | Leader du classement général |
| --------- | ------- | ------------------------------------- | ----------------- | ------------- | -------------------- | ---------------------------- |
| 1re étape | 18 août | Loudéac – Loudéac                     | étape vallonnée   | 134           | Kasper Asgreen       | Kasper Asgreen               |
| 2e étape  | 19 août | Inzinzac-Lochrist – Bignan            | étape vallonnée   | 132,4         | Fabio Jakobsen       | Kasper Asgreen               |
| 3e étape  | 20 août | Missillac – Châteaubriant             | étape vallonnée   | 125,7         | Kristoffer Halvorsen | Kasper Asgreen               |
| 4e étape  | 21 août | Derval – Saumur                       | étape de plaine   | 166,6         | Christopher Lawless  | Kasper Asgreen               |
| 5e étape  | 22 août | Montreuil-Bellay – Amboise            | étape de plaine   | 157,1         | Vasili Strokau       | Patrick Gamper               |
| 6e étape  | 23 août | Montrichard – Saint-Amand-Montrond    | étape de plaine   | 139,1         | Álvaro Hodeg         | Patrick Gamper               |
| 7e étape  | 25 août | Saint-Gervais-les-Bains – Hauteluce   | étape de montagne | 118,4         | Egan Bernal          | Egan Bernal                  |
| 8e étape  | 26 août | Albertville – Sainte-Foy-Tarentaise   | étape de montagne | 120,5         | Egan Bernal          | Egan Bernal                  |
| 9e étape  | 27 août | Bourg-Saint-Maurice – Albiez-Montrond | étape de montagne | 107,4         | Pavel Sivakov        | Egan Bernal                  |

## Déroulement de la course

### 1reétape
| \| Classement de l'étape \| Classement de l'étape \| Classement de l'étape \| Classement de l'étape \| Classement de l'étape \| \| Coureur \| Coureur \| Pays \| Équipe \| Temps \| \| --------------------- \| --------------------- \| --------------------- \| ----------------------- \| --------------------- \| \| 1er \| Kasper Asgreen \| Danemark \| Danemark espoirs \| 3 h 03 min 54 s \| \| 2e \| Kristoffer Halvorsen \| Norvège \| Norvège espoirs \| + 4 s \| \| 3e \| Imerio Cima \| Italie \| Italie espoirs \| + 4 s \| \| 4e \| Emmanuel Morin \| France \| France espoirs \| + 4 s \| \| 5e \| Oliver Wood \| Royaume-Uni \| Grande-Bretagne espoirs \| + 4 s \| \| 6e \| Alan Banaszek \| Pologne \| Pologne espoirs \| + 4 s \| \| 7e \| Mark Downey \| Irlande \| Irlande espoirs \| + 4 s \| \| 8e \| Valentin Madouas \| France \| France espoirs \| + 4 s \| \| 9e \| Aleksandr Riabushenko \| Biélorussie \| Biélorussie espoirs \| + 4 s \| \| 10e \| Álvaro Hodeg \| Colombie \| Colombie espoirs \| + 4 s \| |                       |             |                         |                 |
| |                       |             |                         |                 |
| |                       |             |                         |                 |
| Classement de l'étape |                       |             |                         |                 |
| Coureur | Coureur               | Pays        | Équipe                  | Temps           |
| 1er | Kasper Asgreen        | Danemark    | Danemark espoirs        | 3 h 03 min 54 s |
| 2e | Kristoffer Halvorsen  | Norvège     | Norvège espoirs         | + 4 s           |
| 3e | Imerio Cima           | Italie      | Italie espoirs          | + 4 s           |
| 4e | Emmanuel Morin        | France      | France espoirs          | + 4 s           |
| 5e | Oliver Wood           | Royaume-Uni | Grande-Bretagne espoirs | + 4 s           |
| 6e | Alan Banaszek         | Pologne     | Pologne espoirs         | + 4 s           |
| 7e | Mark Downey           | Irlande     | Irlande espoirs         | + 4 s           |
| 8e | Valentin Madouas      | France      | France espoirs          | + 4 s           |
| 9e | Aleksandr Riabushenko | Biélorussie | Biélorussie espoirs     | + 4 s           |
| 10e | Álvaro Hodeg          | Colombie    | Colombie espoirs        | + 4 s           |

| \| Classement général \| Classement général \| Classement général \| Classement général \| Classement général \| \| Coureur \| Coureur \| Pays \| Équipe \| Temps \| \| ------------------ \| --------------------- \| ------------------ \| ----------------------- \| ------------------ \| \| 1er \| Kasper Asgreen \| Danemark \| Danemark espoirs \| 3 h 03 min 54 s \| \| 2e \| Kristoffer Halvorsen \| Norvège \| Norvège espoirs \| + 4 s \| \| 3e \| Imerio Cima \| Italie \| Italie espoirs \| + 4 s \| \| 4e \| Emmanuel Morin \| France \| France espoirs \| + 4 s \| \| 5e \| Oliver Wood \| Royaume-Uni \| Grande-Bretagne espoirs \| + 4 s \| \| 6e \| Alan Banaszek \| Pologne \| Pologne espoirs \| + 4 s \| \| 7e \| Mark Downey \| Irlande \| Irlande espoirs \| + 4 s \| \| 8e \| Valentin Madouas \| France \| France espoirs \| + 4 s \| \| 9e \| Aleksandr Riabushenko \| Biélorussie \| Biélorussie espoirs \| + 4 s \| \| 10e \| Álvaro Hodeg \| Colombie \| Colombie espoirs \| + 4 s \| |                       |             |                         |                 |
| |                       |             |                         |                 |
| |                       |             |                         |                 |
| Classement général |                       |             |                         |                 |
| Coureur | Coureur               | Pays        | Équipe                  | Temps           |
| 1er | Kasper Asgreen        | Danemark    | Danemark espoirs        | 3 h 03 min 54 s |
| 2e | Kristoffer Halvorsen  | Norvège     | Norvège espoirs         | + 4 s           |
| 3e | Imerio Cima           | Italie      | Italie espoirs          | + 4 s           |
| 4e | Emmanuel Morin        | France      | France espoirs          | + 4 s           |
| 5e | Oliver Wood           | Royaume-Uni | Grande-Bretagne espoirs | + 4 s           |
| 6e | Alan Banaszek         | Pologne     | Pologne espoirs         | + 4 s           |
| 7e | Mark Downey           | Irlande     | Irlande espoirs         | + 4 s           |
| 8e | Valentin Madouas      | France      | France espoirs          | + 4 s           |
| 9e | Aleksandr Riabushenko | Biélorussie | Biélorussie espoirs     | + 4 s           |
| 10e | Álvaro Hodeg          | Colombie    | Colombie espoirs        | + 4 s           |

### 2eétape
| \| Classement de l'étape \| Classement de l'étape \| Classement de l'étape \| Classement de l'étape \| Classement de l'étape \| \| Coureur \| Coureur \| Pays \| Équipe \| Temps \| \| --------------------- \| --------------------- \| --------------------- \| --------------------- \| --------------------- \| \| 1er \| Fabio Jakobsen \| Pays-Bas \| Pays-Bas espoirs \| 3 h 05 min 28 s \| \| 2e \| Álvaro Hodeg \| Colombie \| Colombie espoirs \| + 0 s \| \| 3e \| Kristoffer Halvorsen \| Norvège \| Norvège espoirs \| + 0 s \| \| 4e \| Aleksandr Riabushenko \| Biélorussie \| Biélorussie espoirs \| + 0 s \| \| 5e \| Joris Nieuwenhuis \| Pays-Bas \| Pays-Bas espoirs \| + 0 s \| \| 6e \| Michał Paluta \| Pologne \| Pologne espoirs \| + 0 s \| \| 7e \| Alan Banaszek \| Pologne \| Pologne espoirs \| + 0 s \| \| 8e \| Uladzimir Harakhavik \| Biélorussie \| Biélorussie espoirs \| + 0 s \| \| 9e \| Dmitri Strakhov \| Russie \| Russie espoirs \| + 0 s \| \| 10e \| Bjorg Lambrecht \| Belgique \| Belgique espoirs \| + 0 s \| |                       |             |                     |                 |
| |                       |             |                     |                 |
| |                       |             |                     |                 |
| Classement de l'étape |                       |             |                     |                 |
| Coureur | Coureur               | Pays        | Équipe              | Temps           |
| 1er | Fabio Jakobsen        | Pays-Bas    | Pays-Bas espoirs    | 3 h 05 min 28 s |
| 2e | Álvaro Hodeg          | Colombie    | Colombie espoirs    | + 0 s           |
| 3e | Kristoffer Halvorsen  | Norvège     | Norvège espoirs     | + 0 s           |
| 4e | Aleksandr Riabushenko | Biélorussie | Biélorussie espoirs | + 0 s           |
| 5e | Joris Nieuwenhuis     | Pays-Bas    | Pays-Bas espoirs    | + 0 s           |
| 6e | Michał Paluta         | Pologne     | Pologne espoirs     | + 0 s           |
| 7e | Alan Banaszek         | Pologne     | Pologne espoirs     | + 0 s           |
| 8e | Uladzimir Harakhavik  | Biélorussie | Biélorussie espoirs | + 0 s           |
| 9e | Dmitri Strakhov       | Russie      | Russie espoirs      | + 0 s           |
| 10e | Bjorg Lambrecht       | Belgique    | Belgique espoirs    | + 0 s           |

| \| Classement général \| Classement général \| Classement général \| Classement général \| Classement général \| \| Coureur \| Coureur \| Pays \| Équipe \| Temps \| \| ------------------ \| --------------------- \| ------------------ \| ------------------------ \| ------------------ \| \| 1er \| Kasper Asgreen \| Danemark \| Danemark espoirs \| 6 h 09 min 22 s \| \| 2e \| Kristoffer Halvorsen \| Norvège \| Norvège espoirs \| + 4 s \| \| 3e \| Álvaro Hodeg \| Colombie \| Colombie espoirs \| + 4 s \| \| 4e \| Aleksandr Riabushenko \| Biélorussie \| Biélorussie espoirs \| + 4 s \| \| 5e \| Alan Banaszek \| Pologne \| Pologne espoirs \| + 4 s \| \| 6e \| Valentin Madouas \| France \| France espoirs \| + 4 s \| \| 7e \| Simon Guglielmi \| France \| Auvergne-Rhône-Alpes U23 \| + 4 s \| \| 8e \| Anders Skaarseth \| Norvège \| Norvège espoirs \| + 4 s \| \| 9e \| Oliver Wood \| Royaume-Uni \| Grande-Bretagne espoirs \| + 4 s \| \| 10e \| Bjorg Lambrecht \| Belgique \| Belgique espoirs \| + 4 s \| |                       |             |                          |                 |
| |                       |             |                          |                 |
| |                       |             |                          |                 |
| Classement général |                       |             |                          |                 |
| Coureur | Coureur               | Pays        | Équipe                   | Temps           |
| 1er | Kasper Asgreen        | Danemark    | Danemark espoirs         | 6 h 09 min 22 s |
| 2e | Kristoffer Halvorsen  | Norvège     | Norvège espoirs          | + 4 s           |
| 3e | Álvaro Hodeg          | Colombie    | Colombie espoirs         | + 4 s           |
| 4e | Aleksandr Riabushenko | Biélorussie | Biélorussie espoirs      | + 4 s           |
| 5e | Alan Banaszek         | Pologne     | Pologne espoirs          | + 4 s           |
| 6e | Valentin Madouas      | France      | France espoirs           | + 4 s           |
| 7e | Simon Guglielmi       | France      | Auvergne-Rhône-Alpes U23 | + 4 s           |
| 8e | Anders Skaarseth      | Norvège     | Norvège espoirs          | + 4 s           |
| 9e | Oliver Wood           | Royaume-Uni | Grande-Bretagne espoirs  | + 4 s           |
| 10e | Bjorg Lambrecht       | Belgique    | Belgique espoirs         | + 4 s           |

### 3eétape
| \| Classement de l'étape \| Classement de l'étape \| Classement de l'étape \| Classement de l'étape \| Classement de l'étape \| \| Coureur \| Coureur \| Pays \| Équipe \| Temps \| \| --------------------- \| --------------------- \| --------------------- \| ----------------------- \| --------------------- \| \| 1er \| Kristoffer Halvorsen \| Norvège \| Norvège espoirs \| 2 h 56 min 05 s \| \| 2e \| Álvaro Hodeg \| Colombie \| Colombie espoirs \| + 0 s \| \| 3e \| Christopher Lawless \| Royaume-Uni \| Grande-Bretagne espoirs \| + 0 s \| \| 4e \| Clément Russo \| France \| France espoirs \| + 0 s \| \| 5e \| Alan Banaszek \| Pologne \| Pologne espoirs \| + 0 s \| \| 6e \| Fabio Jakobsen \| Pays-Bas \| Pays-Bas espoirs \| + 0 s \| \| 7e \| Simon Sellier \| France \| France espoirs \| + 0 s \| \| 8e \| Robert Stannard \| Australie \| Australie espoirs \| + 0 s \| \| 9e \| Rui Oliveira \| Portugal \| Portugal espoirs \| + 0 s \| \| 10e \| Lukas Rüegg \| Suisse \| Suisse espoirs \| + 0 s \| |                      |             |                         |                 |
| |                      |             |                         |                 |
| |                      |             |                         |                 |
| Classement de l'étape |                      |             |                         |                 |
| Coureur | Coureur              | Pays        | Équipe                  | Temps           |
| 1er | Kristoffer Halvorsen | Norvège     | Norvège espoirs         | 2 h 56 min 05 s |
| 2e | Álvaro Hodeg         | Colombie    | Colombie espoirs        | + 0 s           |
| 3e | Christopher Lawless  | Royaume-Uni | Grande-Bretagne espoirs | + 0 s           |
| 4e | Clément Russo        | France      | France espoirs          | + 0 s           |
| 5e | Alan Banaszek        | Pologne     | Pologne espoirs         | + 0 s           |
| 6e | Fabio Jakobsen       | Pays-Bas    | Pays-Bas espoirs        | + 0 s           |
| 7e | Simon Sellier        | France      | France espoirs          | + 0 s           |
| 8e | Robert Stannard      | Australie   | Australie espoirs       | + 0 s           |
| 9e | Rui Oliveira         | Portugal    | Portugal espoirs        | + 0 s           |
| 10e | Lukas Rüegg          | Suisse      | Suisse espoirs          | + 0 s           |

| \| Classement général \| Classement général \| Classement général \| Classement général \| Classement général \| \| Coureur \| Coureur \| Pays \| Équipe \| Temps \| \| ------------------ \| --------------------- \| ------------------ \| ------------------------ \| ------------------ \| \| 1er \| Kasper Asgreen \| Danemark \| Danemark espoirs \| 9 h 05 min 27 s \| \| 2e \| Kristoffer Halvorsen \| Norvège \| Norvège espoirs \| + 4 s \| \| 3e \| Álvaro Hodeg \| Colombie \| Colombie espoirs \| + 4 s \| \| 4e \| Alan Banaszek \| Pologne \| Pologne espoirs \| + 4 s \| \| 5e \| Simon Guglielmi \| France \| Auvergne-Rhône-Alpes U23 \| + 4 s \| \| 6e \| Bjorg Lambrecht \| Belgique \| Belgique espoirs \| + 4 s \| \| 7e \| Aleksandr Riabushenko \| Biélorussie \| Biélorussie espoirs \| + 4 s \| \| 8e \| Joris Nieuwenhuis \| Pays-Bas \| Pays-Bas espoirs \| + 4 s \| \| 9e \| Neilson Powless \| États-Unis \| États-Unis espoirs \| + 4 s \| \| 10e \| Giovanni Carboni \| Italie \| Italie espoirs \| + 4 s \| |                       |             |                          |                 |
| |                       |             |                          |                 |
| |                       |             |                          |                 |
| Classement général |                       |             |                          |                 |
| Coureur | Coureur               | Pays        | Équipe                   | Temps           |
| 1er | Kasper Asgreen        | Danemark    | Danemark espoirs         | 9 h 05 min 27 s |
| 2e | Kristoffer Halvorsen  | Norvège     | Norvège espoirs          | + 4 s           |
| 3e | Álvaro Hodeg          | Colombie    | Colombie espoirs         | + 4 s           |
| 4e | Alan Banaszek         | Pologne     | Pologne espoirs          | + 4 s           |
| 5e | Simon Guglielmi       | France      | Auvergne-Rhône-Alpes U23 | + 4 s           |
| 6e | Bjorg Lambrecht       | Belgique    | Belgique espoirs         | + 4 s           |
| 7e | Aleksandr Riabushenko | Biélorussie | Biélorussie espoirs      | + 4 s           |
| 8e | Joris Nieuwenhuis     | Pays-Bas    | Pays-Bas espoirs         | + 4 s           |
| 9e | Neilson Powless       | États-Unis  | États-Unis espoirs       | + 4 s           |
| 10e | Giovanni Carboni      | Italie      | Italie espoirs           | + 4 s           |

### 4eétape
| \| Classement de l'étape \| Classement de l'étape \| Classement de l'étape \| Classement de l'étape \| Classement de l'étape \| \| Coureur \| Coureur \| Pays \| Équipe \| Temps \| \| --------------------- \| --------------------- \| --------------------- \| ----------------------- \| --------------------- \| \| 1er \| Christopher Lawless \| Royaume-Uni \| Grande-Bretagne espoirs \| 3 h 43 min 27 s \| \| 2e \| Imerio Cima \| Italie \| Italie espoirs \| + 2 s \| \| 3e \| Kristoffer Halvorsen \| Norvège \| Norvège espoirs \| + 2 s \| \| 4e \| Rui Oliveira \| Portugal \| Portugal espoirs \| + 2 s \| \| 5e \| Simon Sellier \| France \| France espoirs \| + 2 s \| \| 6e \| Álvaro Hodeg \| Colombie \| Colombie espoirs \| + 2 s \| \| 7e \| Alan Banaszek \| Pologne \| Pologne espoirs \| + 2 s \| \| 8e \| Mark Downey \| Irlande \| Irlande espoirs \| + 2 s \| \| 9e \| Clément Russo \| France \| France espoirs \| + 2 s \| \| 10e \| Neilson Powless \| États-Unis \| États-Unis espoirs \| + 2 s \| |                      |             |                         |                 |
| |                      |             |                         |                 |
| |                      |             |                         |                 |
| Classement de l'étape |                      |             |                         |                 |
| Coureur | Coureur              | Pays        | Équipe                  | Temps           |
| 1er | Christopher Lawless  | Royaume-Uni | Grande-Bretagne espoirs | 3 h 43 min 27 s |
| 2e | Imerio Cima          | Italie      | Italie espoirs          | + 2 s           |
| 3e | Kristoffer Halvorsen | Norvège     | Norvège espoirs         | + 2 s           |
| 4e | Rui Oliveira         | Portugal    | Portugal espoirs        | + 2 s           |
| 5e | Simon Sellier        | France      | France espoirs          | + 2 s           |
| 6e | Álvaro Hodeg         | Colombie    | Colombie espoirs        | + 2 s           |
| 7e | Alan Banaszek        | Pologne     | Pologne espoirs         | + 2 s           |
| 8e | Mark Downey          | Irlande     | Irlande espoirs         | + 2 s           |
| 9e | Clément Russo        | France      | France espoirs          | + 2 s           |
| 10e | Neilson Powless      | États-Unis  | États-Unis espoirs      | + 2 s           |

| \| Classement général \| Classement général \| Classement général \| Classement général \| Classement général \| \| Coureur \| Coureur \| Pays \| Équipe \| Temps \| \| ------------------ \| -------------------- \| ------------------ \| ------------------------ \| ------------------ \| \| 1er \| Kasper Asgreen \| Danemark \| Danemark espoirs \| 12 h 48 min 56 s \| \| 2e \| Christopher Lawless \| Royaume-Uni \| Grande-Bretagne espoirs \| + 2 s \| \| 3e \| Kristoffer Halvorsen \| Norvège \| Norvège espoirs \| + 4 s \| \| 4e \| Álvaro Hodeg \| Colombie \| Colombie espoirs \| + 4 s \| \| 5e \| Alan Banaszek \| Pologne \| Pologne espoirs \| + 4 s \| \| 6e \| Simon Guglielmi \| France \| Auvergne-Rhône-Alpes U23 \| + 4 s \| \| 7e \| Neilson Powless \| États-Unis \| États-Unis espoirs \| + 4 s \| \| 8e \| Joris Nieuwenhuis \| Pays-Bas \| Pays-Bas espoirs \| + 4 s \| \| 9e \| Bjorg Lambrecht \| Belgique \| Belgique espoirs \| + 4 s \| \| 10e \| Anders Skaarseth \| Norvège \| Norvège espoirs \| + 4 s \| |                      |             |                          |                  |
| |                      |             |                          |                  |
| |                      |             |                          |                  |
| Classement général |                      |             |                          |                  |
| Coureur | Coureur              | Pays        | Équipe                   | Temps            |
| 1er | Kasper Asgreen       | Danemark    | Danemark espoirs         | 12 h 48 min 56 s |
| 2e | Christopher Lawless  | Royaume-Uni | Grande-Bretagne espoirs  | + 2 s            |
| 3e | Kristoffer Halvorsen | Norvège     | Norvège espoirs          | + 4 s            |
| 4e | Álvaro Hodeg         | Colombie    | Colombie espoirs         | + 4 s            |
| 5e | Alan Banaszek        | Pologne     | Pologne espoirs          | + 4 s            |
| 6e | Simon Guglielmi      | France      | Auvergne-Rhône-Alpes U23 | + 4 s            |
| 7e | Neilson Powless      | États-Unis  | États-Unis espoirs       | + 4 s            |
| 8e | Joris Nieuwenhuis    | Pays-Bas    | Pays-Bas espoirs         | + 4 s            |
| 9e | Bjorg Lambrecht      | Belgique    | Belgique espoirs         | + 4 s            |
| 10e | Anders Skaarseth     | Norvège     | Norvège espoirs          | + 4 s            |

### 5eétape
| \| Classement de l'étape \| Classement de l'étape \| Classement de l'étape \| Classement de l'étape \| Classement de l'étape \| \| Coureur \| Coureur \| Pays \| Équipe \| Temps \| \| --------------------- \| --------------------- \| --------------------- \| ----------------------- \| --------------------- \| \| 1er \| Vasili Strokau \| Biélorussie \| Biélorussie espoirs \| 3 h 50 min 50 s \| \| 2e \| Patrick Gamper \| Autriche \| Autriche espoirs \| + 0 s \| \| 3e \| Ilya Volkau \| Biélorussie \| Biélorussie espoirs \| + 13 s \| \| 4e \| Kristoffer Halvorsen \| Norvège \| Norvège espoirs \| + 3 min 49 s \| \| 5e \| Álvaro Hodeg \| Colombie \| Colombie espoirs \| + 3 min 49 s \| \| 6e \| Konrad Gessner \| Allemagne \| Allemagne espoirs \| + 3 min 49 s \| \| 7e \| Oliver Wood \| Royaume-Uni \| Grande-Bretagne espoirs \| + 3 min 49 s \| \| 8e \| Alan Banaszek \| Pologne \| Pologne espoirs \| + 3 min 49 s \| \| 9e \| Uladzimir Harakhavik \| Biélorussie \| Biélorussie espoirs \| + 3 min 49 s \| \| 10e \| Neilson Powless \| États-Unis \| États-Unis espoirs \| + 3 min 49 s \| |                      |             |                         |                 |
| |                      |             |                         |                 |
| |                      |             |                         |                 |
| Classement de l'étape |                      |             |                         |                 |
| Coureur | Coureur              | Pays        | Équipe                  | Temps           |
| 1er | Vasili Strokau       | Biélorussie | Biélorussie espoirs     | 3 h 50 min 50 s |
| 2e | Patrick Gamper       | Autriche    | Autriche espoirs        | + 0 s           |
| 3e | Ilya Volkau          | Biélorussie | Biélorussie espoirs     | + 13 s          |
| 4e | Kristoffer Halvorsen | Norvège     | Norvège espoirs         | + 3 min 49 s    |
| 5e | Álvaro Hodeg         | Colombie    | Colombie espoirs        | + 3 min 49 s    |
| 6e | Konrad Gessner       | Allemagne   | Allemagne espoirs       | + 3 min 49 s    |
| 7e | Oliver Wood          | Royaume-Uni | Grande-Bretagne espoirs | + 3 min 49 s    |
| 8e | Alan Banaszek        | Pologne     | Pologne espoirs         | + 3 min 49 s    |
| 9e | Uladzimir Harakhavik | Biélorussie | Biélorussie espoirs     | + 3 min 49 s    |
| 10e | Neilson Powless      | États-Unis  | États-Unis espoirs      | + 3 min 49 s    |

| \| Classement général \| Classement général \| Classement général \| Classement général \| Classement général \| \| Coureur \| Coureur \| Pays \| Équipe \| Temps \| \| ------------------ \| -------------------- \| ------------------ \| ------------------------ \| ------------------ \| \| 1er \| Patrick Gamper \| Autriche \| Autriche espoirs \| 16 h 39 min 50 s \| \| 2e \| Ilya Volkau \| Biélorussie \| Biélorussie espoirs \| + 1 min 23 s \| \| 3e \| Kasper Asgreen \| Danemark \| Danemark espoirs \| + 3 min 45 s \| \| 4e \| Christopher Lawless \| Royaume-Uni \| Grande-Bretagne espoirs \| + 3 min 47 s \| \| 5e \| Kristoffer Halvorsen \| Norvège \| Norvège espoirs \| + 3 min 49 s \| \| 6e \| Álvaro Hodeg \| Colombie \| Colombie espoirs \| + 3 min 49 s \| \| 7e \| Alan Banaszek \| Pologne \| Pologne espoirs \| + 3 min 49 s \| \| 8e \| Simon Guglielmi \| France \| Auvergne-Rhône-Alpes U23 \| + 3 min 49 s \| \| 9e \| Neilson Powless \| États-Unis \| États-Unis espoirs \| + 3 min 49 s \| \| 10e \| Joris Nieuwenhuis \| Pays-Bas \| Pays-Bas espoirs \| + 3 min 49 s \| |                      |             |                          |                  |
| |                      |             |                          |                  |
| |                      |             |                          |                  |
| Classement général |                      |             |                          |                  |
| Coureur | Coureur              | Pays        | Équipe                   | Temps            |
| 1er | Patrick Gamper       | Autriche    | Autriche espoirs         | 16 h 39 min 50 s |
| 2e | Ilya Volkau          | Biélorussie | Biélorussie espoirs      | + 1 min 23 s     |
| 3e | Kasper Asgreen       | Danemark    | Danemark espoirs         | + 3 min 45 s     |
| 4e | Christopher Lawless  | Royaume-Uni | Grande-Bretagne espoirs  | + 3 min 47 s     |
| 5e | Kristoffer Halvorsen | Norvège     | Norvège espoirs          | + 3 min 49 s     |
| 6e | Álvaro Hodeg         | Colombie    | Colombie espoirs         | + 3 min 49 s     |
| 7e | Alan Banaszek        | Pologne     | Pologne espoirs          | + 3 min 49 s     |
| 8e | Simon Guglielmi      | France      | Auvergne-Rhône-Alpes U23 | + 3 min 49 s     |
| 9e | Neilson Powless      | États-Unis  | États-Unis espoirs       | + 3 min 49 s     |
| 10e | Joris Nieuwenhuis    | Pays-Bas    | Pays-Bas espoirs         | + 3 min 49 s     |

### 6eétape
| \| Classement de l'étape \| Classement de l'étape \| Classement de l'étape \| Classement de l'étape \| Classement de l'étape \| \| Coureur \| Coureur \| Pays \| Équipe \| Temps \| \| --------------------- \| --------------------- \| --------------------- \| --------------------- \| --------------------- \| \| 1er \| Álvaro Hodeg \| Colombie \| Colombie espoirs \| 3 h 00 min 46 s \| \| 2e \| Alan Banaszek \| Pologne \| Pologne espoirs \| + 0 s \| \| 3e \| Konrad Gessner \| Allemagne \| Allemagne espoirs \| + 0 s \| \| 4e \| Kristoffer Halvorsen \| Norvège \| Norvège espoirs \| + 0 s \| \| 5e \| Clément Russo \| France \| France espoirs \| + 0 s \| \| 6e \| Mark Downey \| Irlande \| Irlande espoirs \| + 0 s \| \| 7e \| Michael O'Loughlin \| Irlande \| Irlande espoirs \| + 0 s \| \| 8e \| Uladzimir Harakhavik \| Biélorussie \| Biélorussie espoirs \| + 0 s \| \| 9e \| Francesco Romano \| Italie \| Italie espoirs \| + 0 s \| \| 10e \| Fabio Jakobsen \| Pays-Bas \| Pays-Bas espoirs \| + 0 s \| |                      |             |                     |                 |
| |                      |             |                     |                 |
| |                      |             |                     |                 |
| Classement de l'étape |                      |             |                     |                 |
| Coureur | Coureur              | Pays        | Équipe              | Temps           |
| 1er | Álvaro Hodeg         | Colombie    | Colombie espoirs    | 3 h 00 min 46 s |
| 2e | Alan Banaszek        | Pologne     | Pologne espoirs     | + 0 s           |
| 3e | Konrad Gessner       | Allemagne   | Allemagne espoirs   | + 0 s           |
| 4e | Kristoffer Halvorsen | Norvège     | Norvège espoirs     | + 0 s           |
| 5e | Clément Russo        | France      | France espoirs      | + 0 s           |
| 6e | Mark Downey          | Irlande     | Irlande espoirs     | + 0 s           |
| 7e | Michael O'Loughlin   | Irlande     | Irlande espoirs     | + 0 s           |
| 8e | Uladzimir Harakhavik | Biélorussie | Biélorussie espoirs | + 0 s           |
| 9e | Francesco Romano     | Italie      | Italie espoirs      | + 0 s           |
| 10e | Fabio Jakobsen       | Pays-Bas    | Pays-Bas espoirs    | + 0 s           |

| \| Classement général \| Classement général \| Classement général \| Classement général \| Classement général \| \| Coureur \| Coureur \| Pays \| Équipe \| Temps \| \| ------------------ \| -------------------- \| ------------------ \| ------------------------ \| ------------------ \| \| 1er \| Patrick Gamper \| Autriche \| Autriche espoirs \| 19 h 40 min 36 s \| \| 2e \| Ilya Volkau \| Biélorussie \| Biélorussie espoirs \| + 1 min 23 s \| \| 3e \| Kasper Asgreen \| Danemark \| Danemark espoirs \| + 3 min 45 s \| \| 4e \| Christopher Lawless \| Royaume-Uni \| Grande-Bretagne espoirs \| + 3 min 47 s \| \| 5e \| Kristoffer Halvorsen \| Norvège \| Norvège espoirs \| + 3 min 49 s \| \| 6e \| Álvaro Hodeg \| Colombie \| Colombie espoirs \| + 3 min 49 s \| \| 7e \| Alan Banaszek \| Pologne \| Pologne espoirs \| + 3 min 49 s \| \| 8e \| Simon Guglielmi \| France \| Auvergne-Rhône-Alpes U23 \| + 3 min 49 s \| \| 9e \| Neilson Powless \| États-Unis \| États-Unis espoirs \| + 3 min 49 s \| \| 10e \| Joris Nieuwenhuis \| Pays-Bas \| Pays-Bas espoirs \| + 3 min 49 s \| |                      |             |                          |                  |
| |                      |             |                          |                  |
| |                      |             |                          |                  |
| Classement général |                      |             |                          |                  |
| Coureur | Coureur              | Pays        | Équipe                   | Temps            |
| 1er | Patrick Gamper       | Autriche    | Autriche espoirs         | 19 h 40 min 36 s |
| 2e | Ilya Volkau          | Biélorussie | Biélorussie espoirs      | + 1 min 23 s     |
| 3e | Kasper Asgreen       | Danemark    | Danemark espoirs         | + 3 min 45 s     |
| 4e | Christopher Lawless  | Royaume-Uni | Grande-Bretagne espoirs  | + 3 min 47 s     |
| 5e | Kristoffer Halvorsen | Norvège     | Norvège espoirs          | + 3 min 49 s     |
| 6e | Álvaro Hodeg         | Colombie    | Colombie espoirs         | + 3 min 49 s     |
| 7e | Alan Banaszek        | Pologne     | Pologne espoirs          | + 3 min 49 s     |
| 8e | Simon Guglielmi      | France      | Auvergne-Rhône-Alpes U23 | + 3 min 49 s     |
| 9e | Neilson Powless      | États-Unis  | États-Unis espoirs       | + 3 min 49 s     |
| 10e | Joris Nieuwenhuis    | Pays-Bas    | Pays-Bas espoirs         | + 3 min 49 s     |

### 7eétape
| \| Classement de l'étape \| Classement de l'étape \| Classement de l'étape \| Classement de l'étape \| Classement de l'étape \| \| Coureur \| Coureur \| Pays \| Équipe \| Temps \| \| --------------------- \| --------------------- \| --------------------- \| ----------------------- \| --------------------- \| \| 1er \| Egan Bernal \| Colombie \| Colombie espoirs \| 3 h 14 min 23 s \| \| 2e \| James Knox \| Royaume-Uni \| Grande-Bretagne espoirs \| + 59 s \| \| 3e \| Bjorg Lambrecht \| Belgique \| Belgique espoirs \| + 1 min 08 s \| \| 4e \| Lucas Hamilton \| Australie \| Australie espoirs \| + 1 min 08 s \| \| 5e \| Niklas Eg \| Danemark \| Danemark espoirs \| + 1 min 08 s \| \| 6e \| Matteo Fabbro \| Italie \| Italie espoirs \| + 1 min 08 s \| \| 7e \| Tobias Foss \| Norvège \| Norvège espoirs \| + 1 min 08 s \| \| 8e \| Michal Schlegel \| Tchéquie \| Tchéquie espoirs \| + 1 min 12 s \| \| 9e \| Markus Freiberger \| Autriche \| Autriche espoirs \| + 1 min 17 s \| \| 10e \| Daniel Martínez \| Colombie \| Colombie espoirs \| + 1 min 23 s \| |                   |             |                         |                 |
| |                   |             |                         |                 |
| |                   |             |                         |                 |
| Classement de l'étape |                   |             |                         |                 |
| Coureur | Coureur           | Pays        | Équipe                  | Temps           |
| 1er | Egan Bernal       | Colombie    | Colombie espoirs        | 3 h 14 min 23 s |
| 2e | James Knox        | Royaume-Uni | Grande-Bretagne espoirs | + 59 s          |
| 3e | Bjorg Lambrecht   | Belgique    | Belgique espoirs        | + 1 min 08 s    |
| 4e | Lucas Hamilton    | Australie   | Australie espoirs       | + 1 min 08 s    |
| 5e | Niklas Eg         | Danemark    | Danemark espoirs        | + 1 min 08 s    |
| 6e | Matteo Fabbro     | Italie      | Italie espoirs          | + 1 min 08 s    |
| 7e | Tobias Foss       | Norvège     | Norvège espoirs         | + 1 min 08 s    |
| 8e | Michal Schlegel   | Tchéquie    | Tchéquie espoirs        | + 1 min 12 s    |
| 9e | Markus Freiberger | Autriche    | Autriche espoirs        | + 1 min 17 s    |
| 10e | Daniel Martínez   | Colombie    | Colombie espoirs        | + 1 min 23 s    |

| \| Classement général \| Classement général \| Classement général \| Classement général \| Classement général \| \| Coureur \| Coureur \| Pays \| Équipe \| Temps \| \| ------------------ \| ------------------ \| ------------------ \| ----------------------- \| ------------------ \| \| 1er \| Egan Bernal \| Colombie \| Colombie espoirs \| 22 h 58 min 47 s \| \| 2e \| James Knox \| Royaume-Uni \| Grande-Bretagne espoirs \| + 1 min 00 s \| \| 3e \| Bjorg Lambrecht \| Belgique \| Belgique espoirs \| + 1 min 09 s \| \| 4e \| Lucas Hamilton \| Australie \| Australie espoirs \| + 1 min 09 s \| \| 5e \| Niklas Eg \| Danemark \| Danemark espoirs \| + 1 min 09 s \| |                 |             |                         |                  |
| |                 |             |                         |                  |
| |                 |             |                         |                  |
| Classement général |                 |             |                         |                  |
| Coureur | Coureur         | Pays        | Équipe                  | Temps            |
| 1er | Egan Bernal     | Colombie    | Colombie espoirs        | 22 h 58 min 47 s |
| 2e | James Knox      | Royaume-Uni | Grande-Bretagne espoirs | + 1 min 00 s     |
| 3e | Bjorg Lambrecht | Belgique    | Belgique espoirs        | + 1 min 09 s     |
| 4e | Lucas Hamilton  | Australie   | Australie espoirs       | + 1 min 09 s     |
| 5e | Niklas Eg       | Danemark    | Danemark espoirs        | + 1 min 09 s     |

### 8eétape
| \| Classement de l'étape \| Classement de l'étape \| Classement de l'étape \| Classement de l'étape \| Classement de l'étape \| \| Coureur \| Coureur \| Pays \| Équipe \| Temps \| \| --------------------- \| --------------------- \| --------------------- \| ----------------------- \| --------------------- \| \| 1er \| Egan Bernal \| Colombie \| Colombie espoirs \| 3 h 51 min 18 s \| \| 2e \| Bjorg Lambrecht \| Belgique \| Belgique espoirs \| + 0 s \| \| 3e \| Niklas Eg \| Danemark \| Danemark espoirs \| + 3 s \| \| 4e \| Tobias Foss \| Norvège \| Norvège espoirs \| + 3 s \| \| 5e \| Lucas Hamilton \| Australie \| Australie espoirs \| + 19 s \| \| 6e \| James Knox \| Royaume-Uni \| Grande-Bretagne espoirs \| + 34 s \| \| 7e \| Steff Cras \| Belgique \| Belgique espoirs \| + 40 s \| \| 8e \| Michal Schlegel \| Tchéquie \| Tchéquie espoirs \| + 54 s \| \| 9e \| Jonas Gregaard Wilsly \| Danemark \| Danemark espoirs \| + 58 s \| \| 10e \| Michael Storer \| Australie \| Australie espoirs \| + 1 min 19 s \| |                       |             |                         |                 |
| |                       |             |                         |                 |
| |                       |             |                         |                 |
| Classement de l'étape |                       |             |                         |                 |
| Coureur | Coureur               | Pays        | Équipe                  | Temps           |
| 1er | Egan Bernal           | Colombie    | Colombie espoirs        | 3 h 51 min 18 s |
| 2e | Bjorg Lambrecht       | Belgique    | Belgique espoirs        | + 0 s           |
| 3e | Niklas Eg             | Danemark    | Danemark espoirs        | + 3 s           |
| 4e | Tobias Foss           | Norvège     | Norvège espoirs         | + 3 s           |
| 5e | Lucas Hamilton        | Australie   | Australie espoirs       | + 19 s          |
| 6e | James Knox            | Royaume-Uni | Grande-Bretagne espoirs | + 34 s          |
| 7e | Steff Cras            | Belgique    | Belgique espoirs        | + 40 s          |
| 8e | Michal Schlegel       | Tchéquie    | Tchéquie espoirs        | + 54 s          |
| 9e | Jonas Gregaard Wilsly | Danemark    | Danemark espoirs        | + 58 s          |
| 10e | Michael Storer        | Australie   | Australie espoirs       | + 1 min 19 s    |

| \| Classement général \| Classement général \| Classement général \| Classement général \| Classement général \| \| Coureur \| Coureur \| Pays \| Équipe \| Temps \| \| ------------------ \| ------------------ \| ------------------ \| ----------------------- \| ------------------ \| \| 1er \| Egan Bernal \| Colombie \| Colombie espoirs \| 26 h 50 min 05 s \| \| 2e \| Bjorg Lambrecht \| Belgique \| Belgique espoirs \| + 1 min 09 s \| \| 3e \| Niklas Eg \| Danemark \| Danemark espoirs \| + 1 min 12 s \| \| 4e \| Lucas Hamilton \| Australie \| Australie espoirs \| + 1 min 28 s \| \| 5e \| James Knox \| Royaume-Uni \| Grande-Bretagne espoirs \| + 1 min 34 s \| \| 6e \| Steff Cras \| Belgique \| Belgique espoirs \| + 2 min 03 s \| \| 7e \| Michal Schlegel \| Tchéquie \| Tchéquie espoirs \| + 2 min 06 s \| \| 8e \| Tobias Foss \| Norvège \| Norvège espoirs \| + 2 min 11 s \| \| 9e \| Michael Storer \| Australie \| Australie espoirs \| + 3 min 08 s \| \| 10e \| Jai Hindley \| Australie \| Australie espoirs \| + 4 min 02 s \| |                 |             |                         |                  |
| |                 |             |                         |                  |
| |                 |             |                         |                  |
| Classement général |                 |             |                         |                  |
| Coureur | Coureur         | Pays        | Équipe                  | Temps            |
| 1er | Egan Bernal     | Colombie    | Colombie espoirs        | 26 h 50 min 05 s |
| 2e | Bjorg Lambrecht | Belgique    | Belgique espoirs        | + 1 min 09 s     |
| 3e | Niklas Eg       | Danemark    | Danemark espoirs        | + 1 min 12 s     |
| 4e | Lucas Hamilton  | Australie   | Australie espoirs       | + 1 min 28 s     |
| 5e | James Knox      | Royaume-Uni | Grande-Bretagne espoirs | + 1 min 34 s     |
| 6e | Steff Cras      | Belgique    | Belgique espoirs        | + 2 min 03 s     |
| 7e | Michal Schlegel | Tchéquie    | Tchéquie espoirs        | + 2 min 06 s     |
| 8e | Tobias Foss     | Norvège     | Norvège espoirs         | + 2 min 11 s     |
| 9e | Michael Storer  | Australie   | Australie espoirs       | + 3 min 08 s     |
| 10e | Jai Hindley     | Australie   | Australie espoirs       | + 4 min 02 s     |

### 9eétape
| \| Classement de l'étape \| Classement de l'étape \| Classement de l'étape \| Classement de l'étape \| Classement de l'étape \| \| Coureur \| Coureur \| Pays \| Équipe \| Temps \| \| --------------------- \| --------------------- \| --------------------- \| --------------------- \| --------------------- \| \| 1er \| Pavel Sivakov \| Russie \| Russie espoirs \| 3 h 03 min 27 s \| \| 2e \| Neilson Powless \| États-Unis \| États-Unis espoirs \| + 2 min 31 s \| \| 3e \| Dmitri Strakhov \| Russie \| Russie espoirs \| + 3 min 01 s \| \| 4e \| Egan Bernal \| Colombie \| Colombie espoirs \| + 3 min 01 s \| \| 5e \| Jonas Gregaard Wilsly \| Danemark \| Danemark espoirs \| + 3 min 01 s \| \| 6e \| Bjorg Lambrecht \| Belgique \| Belgique espoirs \| + 3 min 01 s \| \| 7e \| Lucas Hamilton \| Australie \| Australie espoirs \| + 3 min 01 s \| \| 8e \| Niklas Eg \| Danemark \| Danemark espoirs \| + 3 min 01 s \| \| 9e \| Matteo Fabbro \| Italie \| Italie espoirs \| + 3 min 01 s \| \| 10e \| Tobias Foss \| Norvège \| Norvège espoirs \| + 3 min 01 s \| |                       |            |                    |                 |
| |                       |            |                    |                 |
| |                       |            |                    |                 |
| Classement de l'étape |                       |            |                    |                 |
| Coureur | Coureur               | Pays       | Équipe             | Temps           |
| 1er | Pavel Sivakov         | Russie     | Russie espoirs     | 3 h 03 min 27 s |
| 2e | Neilson Powless       | États-Unis | États-Unis espoirs | + 2 min 31 s    |
| 3e | Dmitri Strakhov       | Russie     | Russie espoirs     | + 3 min 01 s    |
| 4e | Egan Bernal           | Colombie   | Colombie espoirs   | + 3 min 01 s    |
| 5e | Jonas Gregaard Wilsly | Danemark   | Danemark espoirs   | + 3 min 01 s    |
| 6e | Bjorg Lambrecht       | Belgique   | Belgique espoirs   | + 3 min 01 s    |
| 7e | Lucas Hamilton        | Australie  | Australie espoirs  | + 3 min 01 s    |
| 8e | Niklas Eg             | Danemark   | Danemark espoirs   | + 3 min 01 s    |
| 9e | Matteo Fabbro         | Italie     | Italie espoirs     | + 3 min 01 s    |
| 10e | Tobias Foss           | Norvège    | Norvège espoirs    | + 3 min 01 s    |

## Classements finals

### Classement général
| \| Classement général \| Classement général \| Classement général \| Classement général \| Classement général \| \| Coureur \| Coureur \| Pays \| Équipe \| Temps \| \| ------------------ \| --------------------- \| ------------------ \| ----------------------- \| ------------------ \| \| 1er \| Egan Bernal \| Colombie \| Colombie espoirs \| 29 h 56 min 33 s \| \| 2e \| Bjorg Lambrecht \| Belgique \| Belgique espoirs \| + 1 min 09 s \| \| 3e \| Niklas Eg \| Danemark \| Danemark espoirs \| + 1 min 12 s \| \| 4e \| Lucas Hamilton \| Australie \| Australie espoirs \| + 1 min 28 s \| \| 5e \| Steff Cras \| Belgique \| Belgique espoirs \| + 2 min 03 s \| \| 6e \| Michal Schlegel \| Tchéquie \| Tchéquie espoirs \| + 2 min 06 s \| \| 7e \| Tobias Foss \| Norvège \| Norvège espoirs \| + 2 min 11 s \| \| 8e \| James Knox \| Royaume-Uni \| Grande-Bretagne espoirs \| + 2 min 38 s \| \| 9e \| Michael Storer \| Australie \| Australie espoirs \| + 3 min 14 s \| \| 10e \| Jai Hindley \| Australie \| Australie espoirs \| + 4 min 10 s \| \| 11e \| Dmitri Strakhov \| Russie \| Russie espoirs \| + 5 min 04 s \| \| 12e \| Artem Nych \| Russie \| Russie espoirs \| + 6 min 07 s \| \| 13e \| Jonas Gregaard Wilsly \| Danemark \| Danemark espoirs \| + 6 min 59 s \| \| 14e \| Marc Hirschi \| Suisse \| Suisse espoirs \| + 7 min 12 s \| \| 15e \| Valentin Madouas \| France \| France espoirs \| + 7 min 37 s \| |                       |             |                         |                  |
| |                       |             |                         |                  |
| Source : ProCyclingStats |                       |             |                         |                  |
| Classement général |                       |             |                         |                  |
| Coureur | Coureur               | Pays        | Équipe                  | Temps            |
| 1er | Egan Bernal           | Colombie    | Colombie espoirs        | 29 h 56 min 33 s |
| 2e | Bjorg Lambrecht       | Belgique    | Belgique espoirs        | + 1 min 09 s     |
| 3e | Niklas Eg             | Danemark    | Danemark espoirs        | + 1 min 12 s     |
| 4e | Lucas Hamilton        | Australie   | Australie espoirs       | + 1 min 28 s     |
| 5e | Steff Cras            | Belgique    | Belgique espoirs        | + 2 min 03 s     |
| 6e | Michal Schlegel       | Tchéquie    | Tchéquie espoirs        | + 2 min 06 s     |
| 7e | Tobias Foss           | Norvège     | Norvège espoirs         | + 2 min 11 s     |
| 8e | James Knox            | Royaume-Uni | Grande-Bretagne espoirs | + 2 min 38 s     |
| 9e | Michael Storer        | Australie   | Australie espoirs       | + 3 min 14 s     |
| 10e | Jai Hindley           | Australie   | Australie espoirs       | + 4 min 10 s     |
| 11e | Dmitri Strakhov       | Russie      | Russie espoirs          | + 5 min 04 s     |
| 12e | Artem Nych            | Russie      | Russie espoirs          | + 6 min 07 s     |
| 13e | Jonas Gregaard Wilsly | Danemark    | Danemark espoirs        | + 6 min 59 s     |
| 14e | Marc Hirschi          | Suisse      | Suisse espoirs          | + 7 min 12 s     |
| 15e | Valentin Madouas      | France      | France espoirs          | + 7 min 37 s     |

| Classement par points | Classement par points | Classement par points | Classement par points   | Classement par points |
| Coureur               | Coureur               | Pays                  | Équipe                  | Points                |
| --------------------- | --------------------- | --------------------- | ----------------------- | --------------------- |
| 1er                   | Kristoffer Halvorsen  | Norvège               | Norvège espoirs         | 127 pts               |
| 2e                    | Emmanuel Morin        | France                | France espoirs          | 52 pts                |
| 3e                    | Imerio Cima           | Italie                | Italie espoirs          | 52 pts                |
| 4e                    | Uladzimir Harakhavik  | Biélorussie           | Biélorussie espoirs     | 48 pts                |
| 5e                    | Bjorg Lambrecht       | Belgique              | Belgique espoirs        | 46 pts                |
| 6e                    | Christopher Lawless   | Royaume-Uni           | Grande-Bretagne espoirs | 45 pts                |
| 7e                    | Simon Sellier         | France                | France espoirs          | 40 pts                |
| 8e                    | Dmitri Strakhov       | Russie                | Russie espoirs          | 36 pts                |
| 9e                    | Neilson Powless       | États-Unis            | États-Unis espoirs      | 35 pts                |
| 10e                   | Joris Nieuwenhuis     | Pays-Bas              | Pays-Bas espoirs        | 32 pts                |

| Classement par points | Classement par points | Classement par points | Classement par points   | Classement par points |
| Coureur               | Coureur               | Pays                  | Équipe                  | Points                |
| --------------------- | --------------------- | --------------------- | ----------------------- | --------------------- |
| 1er                   | Kristoffer Halvorsen  | Norvège               | Norvège espoirs         | 127 pts               |
| 2e                    | Emmanuel Morin        | France                | France espoirs          | 52 pts                |
| 3e                    | Imerio Cima           | Italie                | Italie espoirs          | 52 pts                |
| 4e                    | Uladzimir Harakhavik  | Biélorussie           | Biélorussie espoirs     | 48 pts                |
| 5e                    | Bjorg Lambrecht       | Belgique              | Belgique espoirs        | 46 pts                |
| 6e                    | Christopher Lawless   | Royaume-Uni           | Grande-Bretagne espoirs | 45 pts                |
| 7e                    | Simon Sellier         | France                | France espoirs          | 40 pts                |
| 8e                    | Dmitri Strakhov       | Russie                | Russie espoirs          | 36 pts                |
| 9e                    | Neilson Powless       | États-Unis            | États-Unis espoirs      | 35 pts                |
| 10e                   | Joris Nieuwenhuis     | Pays-Bas              | Pays-Bas espoirs        | 32 pts                |

| Classement de la montagne | Classement de la montagne | Classement de la montagne | Classement de la montagne | Classement de la montagne |
| Coureur                   | Coureur                   | Pays                      | Équipe                    | Points                    |
| ------------------------- | ------------------------- | ------------------------- | ------------------------- | ------------------------- |
| 1er                       | Pavel Sivakov             | Russie                    | Russie espoirs            | 50 pts                    |
| 2e                        | Egan Bernal               | Colombie                  | Colombie espoirs          | 46 pts                    |
| 3e                        | James Knox                | Royaume-Uni               | Grande-Bretagne espoirs   | 44 pts                    |
| 4e                        | Bjorg Lambrecht           | Belgique                  | Belgique espoirs          | 43 pts                    |
| 5e                        | Neilson Powless           | États-Unis                | États-Unis espoirs        | 30 pts                    |
| 6e                        | Lucas Hamilton            | Australie                 | Australie espoirs         | 29 pts                    |
| 7e                        | Valentin Madouas          | France                    | France espoirs            | 27 pts                    |
| 8e                        | Daniel Martínez           | Colombie                  | Colombie espoirs          | 22 pts                    |
| 9e                        | Martin Schäppi            | Suisse                    | Suisse espoirs            | 22 pts                    |
| 10e                       | Niklas Eg                 | Danemark                  | Danemark espoirs          | 21 pts                    |

| Classement de la montagne | Classement de la montagne | Classement de la montagne | Classement de la montagne | Classement de la montagne |
| Coureur                   | Coureur                   | Pays                      | Équipe                    | Points                    |
| ------------------------- | ------------------------- | ------------------------- | ------------------------- | ------------------------- |
| 1er                       | Pavel Sivakov             | Russie                    | Russie espoirs            | 50 pts                    |
| 2e                        | Egan Bernal               | Colombie                  | Colombie espoirs          | 46 pts                    |
| 3e                        | James Knox                | Royaume-Uni               | Grande-Bretagne espoirs   | 44 pts                    |
| 4e                        | Bjorg Lambrecht           | Belgique                  | Belgique espoirs          | 43 pts                    |
| 5e                        | Neilson Powless           | États-Unis                | États-Unis espoirs        | 30 pts                    |
| 6e                        | Lucas Hamilton            | Australie                 | Australie espoirs         | 29 pts                    |
| 7e                        | Valentin Madouas          | France                    | France espoirs            | 27 pts                    |
| 8e                        | Daniel Martínez           | Colombie                  | Colombie espoirs          | 22 pts                    |
| 9e                        | Martin Schäppi            | Suisse                    | Suisse espoirs            | 22 pts                    |
| 10e                       | Niklas Eg                 | Danemark                  | Danemark espoirs          | 21 pts                    |

### Classement par équipes
| Classement par équipes | Classement par équipes | Classement par équipes | Classement par équipes |
| Équipe                 | Équipe                 | Pays                   | Temps                  |
| ---------------------- | ---------------------- | ---------------------- | ---------------------- |
| 1re                    | Australie espoirs      | Australie              | 89 h 58 min 31 s       |
| 2e                     | Danemark espoirs       | Danemark               | + 16 min 41 s          |
| 3e                     | Russie espoirs         | Russie                 | + 21 min 52 s          |
| 4e                     | Suisse espoirs         | Suisse                 | + 25 min 06 s          |
| 5e                     | Colombie espoirs       | Colombie               | + 34 min 54 s          |
| 6e                     | France espoirs         | France                 | + 41 min 53 s          |
| 7e                     | Belgique espoirs       | Belgique               | + 44 min 16 s          |
| 8e                     | Norvège espoirs        | Norvège                | + 1 h 02 min 32 s      |
| 9e                     | Luxembourg espoirs     | Luxembourg             | + 1 h 15 min 34 s      |
| 10e                    | États-Unis espoirs     | États-Unis             | + 1 h 26 min 44 s      |

## Évolution des classements
| Étape              | Vainqueur            | Classement général | Classement par points | Classement de la montagne | Classement par équipes | Prix de la combativité |
| ------------------ | -------------------- | ------------------ | --------------------- | ------------------------- | ---------------------- | ---------------------- |
| 1                  | Kasper Asgreen       | Kasper Asgreen     | Kasper Asgreen        | Valentin Madouas          | Danemark               | Kasper Asgreen         |
| 2                  | Fabio Jakobsen       | Kasper Asgreen     | Kristoffer Halvorsen  | Matthew Teggart           | Danemark               | Adrien Garel           |
| 3                  | Kristoffer Halvorsen | Kasper Asgreen     | Kristoffer Halvorsen  | Matthew Teggart           | Danemark               | Justin Oien            |
| 4                  | Christopher Lawless  | Kasper Asgreen     | Kristoffer Halvorsen  | Matthew Teggart           | Danemark               | Léo Danès              |
| 5                  | Vasili Strokau       | Patrick Gamper     | Kristoffer Halvorsen  | Vasili Strokau            | Biélorussie            | Ilya Volkau            |
| 6                  | Álvaro Hodeg         | Patrick Gamper     | Kristoffer Halvorsen  | Matthew Teggart           | Biélorussie            | Michael O'Loughlin     |
| 7                  | Egan Bernal          | Egan Bernal        | Kristoffer Halvorsen  | Johannes Schinnagel       | Australie              | Johannes Schinnagel    |
| 8                  | Egan Bernal          | Egan Bernal        | Kristoffer Halvorsen  | James Knox                | Australie              | Niklas Eg              |
| 9                  | Pavel Sivakov        | Egan Bernal        | Kristoffer Halvorsen  | Pavel Sivakov             | Australie              | Pavel Sivakov          |
| Classements finals | Classements finals   | Egan Bernal        | Kristoffer Halvorsen  | Pavel Sivakov             | Australie              |                        |